# Viliam Poltikovič
Viliam Poltikovič (* 28. února 1958 Znojmo) je český dokumentarista a spisovatel, autor více než 120 dokumentárních snímků.

## Život
Vystudoval Katedru dokumentární tvorby na Filmové a televizní fakultě Akademie múzických umění v Praze, absolvoval v roce 1984. V rámci vojenské služby byl zaměstnán v Československém armádním filmu. Do roku 1989 pak pracoval jako skladník. Kontinuálně tvoří filmové dokumenty převážně s duchovní a cestovatelskou tematikou. Jeho žena Hana je spisovatelkou a fotografkou.

## Dílo

### Filmové dokumenty (výběr)
- Amaro drom – Naše cesta – 37:07, FAMU 1984, cena FAMU Maxim, cena na Etnofilmu Čadca
- Labyrint světa a ráj srdce – 14:09, absolventský film FAMU 1984, cena ČLF, účast na různých festivalech včetně Cannes
- Dva roky pro celý život, Československý armádní film, 1986
- Samostatná rota, ČSLA 3/88 – 19:50, ČSAF 1988, hlavní cena na Etnofilmu Čadca, čestné uznání na FČSF v Mladé Boleslavi 1989
- Něco z psychotroniky, Československý armádní film, 1990
- Apoštol víry, naděje a lásky, Československý armádní film, 1990
- Stěhování osady – 45 min., F&S – KF 1992, cena na Etnofilmu v Čadci a cena poroty v Göttingenu
- Duše východu: Duše Indie – 29:48, KF 1993, cena ČLF za celý cyklus
- Karmapa – dvě cesty božství – 58 min., YLE TV2 – ART FILMS – ČT 1998, cena ve Vídni a v Barceloně
- Kapka z poháru nesmrtelnosti – 57:25, ČT 2001, hlavní cena na festivalu v Bělehradě, čestné uznání na Etnofilmu Čadca, 3. cena na festivalu v Ústí nad Labem, diplom Unesca na ECO Ohrid Makedonie
- V kruhu znovuzrození – 58:24, ČT 2004, hlavní cena Ekofilm Český Krumlov 2004, hlavní cena ECO Ohrid Makedonie 2005, čestné uznání Tourfilm Karlovy Vary, čestné uznání Trilobit, cena ministra sociálních věcí a rodiny Ekotopfilm Bratislava, čestné uznání Etnofilm Čadca
- Dotek z druhého břehu – 55:33, MAITREA 2006, cena za nejlepší scénář na ECO Ohrid Makedonie 2007, cena města Český Krumlov na Ekofilmu 2007
- Romský král – 56:50, Film a sociologie, ČT 2009, cena za nejlepší český film na Etnofimu Čadca 2010 a cena studentské poroty
- Když kámen promluví – 75 min., Maitrea 2010, zvláštní cena studentské poroty na Finále Plzeň 2011, cena diváků Ekofilm 2011
- Maestra ayahuasca – 76 min., Maitrea 2011, cena za nejlepší český film Etnofilm Čadca 2012
- Šťastny ať jsou všechny bytosti - 138 min., 2021[2]
- Tajemství smrti – Netflix 2025[3]

### Knihy
- Duše východu: duchovní cestopis, 1995
- Touha po absolutnu. Svatí muži Indie, 2003
- Brána smrti, 2015
- Příběh tantry, 2020